# Joseph Ingraham

Viatges d'Ingraham: en vermell el primer i en blau el segon.
1. Boston, 2. Cap Verd, 3. Malvines, 4. Arxipèlag Juan Fernández, 5. Illes Marqueses, 6. Hawaii, 7. Illa de Vancouver, 8. Macau

Joseph Ingraham (Boston, 1762 – 1800) fou un navegant estatunidenc que va descobrir el grup nord de les Illes Marqueses.
Va participar en la guerra d'independència dels Estats Units com a mariner. Després de la guerra molts mercaders i aventurers es van dedicar al comerç de pells entre la costa oest d'Amèrica del Nord i la Xina, seguint el camí obert per James Cook.

## Circumnavegació
El seu capità durant la guerra, John Kendrick, li va demanar que l'acompanyés en el viatge que acabaria sent la primera circumnavegació nord-americana.
L'1 d'octubre del 1787 va partir de Boston embarcat en el Columbia Rediviva del que seria el segon capità. Després de doblar el cap d'Hornos, van arribar a l'illa de Vancouver on van negociar amb els nootkas la compra de pells de llúdries.
El 31de juliol del 1789 van emprendre la travessia del Pacífic, fent escala a Hawaii. Després de vendre les pells a Macau i Canton van tornar a Boston pel cap de Bona Esperança, arribant el 9 d'agost del 1790.

## Segon viatge al Pacífic

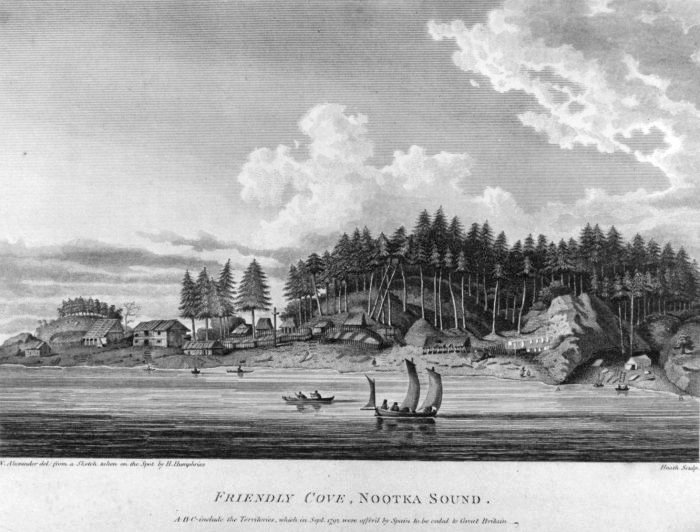
Friendly Cove, factoria a Nootka Sound, el 1791.

El 16 de setembre del 1790, Ingraham torna a partir de Boston com a capità del Hope per repetir el viatge de comerç del pells. Després de doblar el cap d'Hornos va seguir rumb cap a Hawaii per tornar a Kalehua que s'hi havia embarcat en el primer viatge.
El 15 d'abril del 1791 arriba a les illes Marqueses i pren provisions a Dominica (avui Hiva Oa) i Santa Cristina (avui Tahuata). Feia dos-cents anys que les havia descobert per Álvaro de Mendaña, les primeres illes polinèsies trobades per europeus. Al seguir rumb a Hawaii, el 19 d'abril, descobreix el grup nord de les illes Marqueses, les últimes illes polinèsies habitades que quedaven per descobrir. Les anomena illes Washington diferenciant-les de les illes de Mendaña o illes Marqueses encara que l'últim nom acabarà estenent-se a tot l'arxipèlag. Són:
- Washington (avui Ua Huka), pel president George Washington,[1]
- Adams (avui Ua Pou), per John Adams, aleshores vicepresident dels Estats Units,[1]
- Federal (avui Nuku Hiva), pels estats federats de la Unió,
- Lincoln (avui Motu One), pel general Benjamin Lincoln,
- Franklin (avui Motu Iti), per Benjamin Franklin,
- Hancock (avui Hatutu), per John Hancock, governador de Massachusetts,
- Knox (avui Eiao), pel general Henry Knox, secretari de guerra.

Des de les Marqueses arriba a Hawaii el 20 de maig, on coneix a Kamehameha, futur rei unificador de l'arxipèlag. Tot seguit va a les illes de la Reina Carlota i de Vancouver on comercia amb els amerindis. Arriba a Macau el 22 de novembre però es troba que els russos s'han fet amb el monopoli exclusiu d'importació de pells a la Xina.
Ingraham cau malalt a Macau i és atès per Claude Roblet, metge del Solide del capità francès Étienne Marchand. Marchand acabava d'arribar del grup nord de les illes Marqueses reclamant-ne el seu descobriment sense saber que tres mesos abans hi havia estat Ingraham.
Torna a Boston el juliol del 1793.

## Últims anys
Ingraham no va tornar al comerç de pells del Pacífic. Va participar en la guerra no declarada entre els Estats Units i França (1798-1800). El 1800 el seu vaixell va desaparèixer en l'Atlàntic Nord.